# Cosmocalanus darwinii
Cosmocalanus darwinii är en kräftdjursart som först beskrevs av Lubbock 1860.  Cosmocalanus darwinii ingår i släktet Cosmocalanus och familjen Calanidae. Inga underarter finns listade i Catalogue of Life.